# Planowanie radioterapii
Planowanie radioterapii – proces planowania leczenia mający na celu skoncentrowanie dawki promieniowania w zmianie nowotworowej i zminimalizowanie powikłań ze strony sąsiadujących narządów. Planowanie radioterapii wymaga współpracy lekarza radioterapeuty z elektroradiologiem i  fizykiem medycznym.

## Etapy planowania teleradioterapii
- Zakwalifikowanie pacjenta do radioterapii przez lekarza radioterapeutę.
- Wykonanie badania tomografii komputerowej (TK) przez elektroradiologa pod nadzorem lekarza prowadzącego. W badaniu wykorzystuje się urządzenia do unieruchomienia pacjenta, np. maski termoplastyczne, które mają zapewnić pacjentowi komfortowe i powtarzalne ułożenie w kolejnych etapach radioterapii. Również na tym etapie elektroradiolog, w oparciu o zlecenie wykonania badania TK, wyznaczane na ciele lub masce pacjenta punkty służące do powtarzalnego układania pacjenta w następnych etapach radioterapii.
- Wyznaczenie na przekrojach z tomografii komputerowej przez lekarza radioterapeutę zmiany nowotworowej, narządów zdrowych i określenie dawki jaką ma otrzymać guz. Narządy zdrowe wyznacza również elektroradiolog.
- Przygotowanie przez zespół fizyków medycznych i/lub elektroradiologów indywidualnego planu napromieniania dla pacjenta zakwalifikowanego do leczenia metodą radioterapii.
- W komputerowym systemie do planowania leczenia fizyk medyczny dobiera rodzaj promieniowania (wysoko energetyczne promieniowanie X, promieniowanie elektronowe), jego energię, kierunki wiązek terapeutycznych tak, aby w najlepszy sposób napromienić nowotwór i maksymalnie ochronić narządy go otaczające. System do planowania leczenia pozwala na stworzenie trójwymiarowych rekonstrukcji ciała pacjenta, kształtu guza, narządów zdrowych i wykonanie symulacji oddziaływania promieniowania z tkankami poddanymi leczeniu. Przygotowanie planu leczenia jest zadaniem trudnym i wymagającym. W zależności od umiejscowienia guza, jego kształtu i rozmiarów może trwać od kilku godzin do kilku dni.
- Akceptacja planu leczenia przez lekarza radioterapeutę.
- Wykonanie przez fizyków medycznych weryfikacji dozymetrycznej planu leczenia, czyli pomiarów i analizy zgodności dawki zaplanowanej w systemie planowania leczenia z dawką rzeczywistą. Pomiary odbywają się na aparacie terapeutycznym i mają na celu zapewnienie maksymalnego bezpieczeństwa pacjenta poddanego radioterapii.
- Przed rozpoczęciem radioterapii, elektroradiolog pod nadzorem lekarza radioterapeuty sprawdza wszystkie parametry planu leczenia w symulatorze. W trakcje symulacji, jeśli nie zostało to wykonane już wcześniej na etapie tomografii komputerowej, na ciele lub masce pacjenta zaznaczane są punkty centrowania, w oparciu o które w sposób powtarzalny są realizowane kolejne seanse terapeutyczne. Etap ten może być również wykonany na aparacie terapeutycznym podczas pierwszej sesji napromieniania.
- Napromienianie pacjenta na aparacie terapeutycznym wykonywane jest przez elektroradiologa, zgodnie z planem zatwierdzonym przez lekarza radioterapeutę.